# Susanna Minguell
Susanna Minguell (Barcelona, 1983) es una filósofa y escritora lesbiana española. Su trabajo está enfocado en la temática del control y el poder.

## Trayectoria
Estudió Filosofía y Humanidades en la Universidad de Barcelona. Considera que el filósofo, historiador, sociólogo y psicólogo francés Michel Foucault ha influido en su trayectoria. Trabajaba en un centro psiquiátrico, donde empezó a trabajar a los 23 años como supervisora en el servicio de urgencias. Habiendo sido diagnosticada con depresión severa como una experiencia difícil, recibió antidepresivos y se le aconsejó que dejara su trabajo con 25 años.
De niña sufrió abusos, tanto agresiones psicológicas como sexuales, y sus recuerdos estuvieron bloqueados durante años. Pero cuando cumplió 28 años, los recuerdos volvieron y regresó al psicólogo donde le recetaron de nuevo antidepresivos. Durante esta etapa, escribió poemas y otro tipo de textos y se hizo autorretratos. Si bien ha tratado diferentes temas, distingue cuatro ejes o bloques en su obra: amnesia temporal, silencio, ruptura y momento de fuerza.
En 2019, publicó su obra Palabras dislocadas: desnudez desde las cenizas en la que, a través de poemas, relatos e imágenes aborda la recuperación de los abusos sexuales en la infancia. Propone un camino personal desde la amnesia hasta el empoderamiento, rompiendo con el papel de víctima.
Minguell ha realizado talleres formativos para dar a conocer los abusos sexuales a menores, siempre ligados al arte, como el organizado en Tolosa en 2021.

## Obra
- 2019 – Palabras dislocadas: desnudez desde las cenizas. Editorial Descontrol. ISBN 9788417190637.[6]